# Cnipodectes subbrunneus
Cnipodectes subbrunneus е вид птица от семейство Tyrannidae.

## Разпространение
Видът е разпространен в Боливия, Бразилия, Колумбия, Еквадор, Панама и Перу.